# Pleine-Fougères
Pleine-Fougères (bret. Planfili) – miejscowość i gmina we Francji, w regionie Bretania, w departamencie Ille-et-Vilaine.
Według danych na rok 1990 gminę zamieszkiwały 1802 osoby, a gęstość zaludnienia wynosiła 56 osób/km² (wśród 1269 gmin Bretanii Pleine-Fougères plasuje się na 350. miejscu pod względem liczby ludności, natomiast pod względem powierzchni na miejscu 237.).